# 30公分42年式噴煙者
30公分42年式噴煙者是第二次世界大戰期間納粹德國使用的一種多管火箭炮。它服役於德意志國防軍中的化學部隊（德語：Nebeltruppen）。作為與美軍的化學部隊的對應，德國化學部隊的工作主要是送遞毒氣或煙霧，而非炸藥。它於1943年至1945年期間參與除了挪威戰役及北非戰場之外的所有戰役。

## 介紹
30公分42年式噴煙者與28/32公分41年式噴煙者非常相似，有分別的只是30公分42年式噴煙者稍微改變了其開放式金屬發射架。與28/32公分41年式噴煙者一樣，都是使用了自旋穩定和電子開火。它們都有明顯的尾氣軌跡，因此會揚起雜物，所以使用者需要在發射之前尋找掩蔽物。同時，開火後會有一大堆煙霧飄出，可能引來敵方火炮的攻擊。因此，噴煙者的使用人員必須採用開火即走的戰術。
其火箭亦用於30公分56年式Raketenwerfer之上。

## 組織及使用
每六支30公分42年式噴煙者為一組，每三組為一個營。這些營集中在獨立的Werfer團和旅。它們參與的戰爭有東方戰線，亦包括意大利攻防戰及法國防禦戰。